# Constance de Sicile (1303-1344)
Pour les articles homonymes, voir Constance de Sicile et Constance d'Aragon.
Constance de Sicile ou d'Aragon, née vers 1303, morte entre 1344 et 1350, fille de Frédéric II d'Aragon roi de Sicile, et d'Éléonore d'Anjou, fut une princesse de Sicile de la Maison d'Aragon. Elle fut reine de Chypre et Jérusalem par mariage, puis reine d'Arménie. 

## Biographie
Constance était la 4e des neuf enfants du roi Frédéric II (ou III) de Sicile et sœur cadette du roi Pierre II. Son prénom lui fut attribué en mémoire de sa grand-mère maternelle, Constance de Sicile, elle-même petite-fille de l'empereur Frédéric II et baptisée de ce prénom pour rappeler la mère adorée de l'empereur, Constance de Hauteville, héritière du trône normand de Sicile.
A l'âge d'un an, la raison d'Etat lui imposa comme fiancé le prince Robert de France, fils cadet de Philippe IV et de Jeanne de Navarre. En 1308, les fiançailles furent rompues à la suite du décès du fiancé et le roi de France adressa à cette occasion au roi Frédéric une lettre pleine de peine pour annoncer la nouvelle : "Nous sommes assurés que Votre Majesté sait que la négociation compliquée autour du projet de mariage entre la princesse Constance et notre bien-aimé fils Robert avait pour but de nourrir la paix perpétuelle et créer un lien indissoluble entre nos Maisons Royales. Mais voyez, avec quelle intense amertume en notre cœur nous devons vous dire cela, la Mort destructrice nous a arraché notre fils, que nous aimions plus que tout. Aucun être humain ne saurait s'étonner que nous soyons dévastés en nous-mêmes par la piqûre de cet amer chagrin. Mais nous rendons grâce à Dieu qu'un membre de notre famille, sans tache et que nous avons aimé plus que notre vie, ait été envoyé au Ciel."

### Reine consort de Chypre et de Jérusalem
De nouvelles négociations matrimoniales furent entreprises 10 ans plus tard et se conclurent avec le mariage de Constance et Henri II de Lusignan (1271-1324), roi de Chypre, célébré le 16 octobre 1317 en l'église Sainte-Sophie de Nicosie. Henri, fils de Hugues III, avait 30 ans de plus qu'elle. Constance devint donc reine consort de Chypre et de Jérusalem, titre qu'elle conserva pendant sept ans, jusqu'à la mort d'Henri, survenue le 31 août 1324. 

### Reine consort d'Arménie
Veuve, jeune et sans enfants, Constance fut de nouveau impliquée dans des projets matrimoniaux quelques années plus tard. Elle se remaria le 29 décembre 1331 avec Léon V (1310-1341), roi d'Arménie. Léon était veuf d'Alice de Korikos, sa cousine germaine, qu'il avait fait exécuter en même temps que son père, Oshin, coupable d'avoir assassiné en 1323 à Sis sa tante, Isabelle d'Arménie, épouse d'Amaury II de Chypre, pour l'empêcher d'hériter de l'Arménie. Le roi, déjà fortement tourné vers l'Occident, voulut que ce mariage consacrât l'union de l'église arménienne et de l'église romaine, suscitant toutefois le mécontentement de la noblesse arménienne, qui s'opposa également à son union avec Constance. Le sentiment anti-occidental déboucha sur l'assassinat de Léon par ses barons, le 28 décembre 1341, veille de leur 10e anniversaire de mariage. En Arménie, Constance était souvent malade, souffrant de toux constante, de fatigue et d'étourdissements. Léon la négligeait par ailleurs et toutes ses grossesses se terminèrent en fausse couche. 

### Princesse d'Antioche
Constance se retrouva donc veuve pour la deuxième fois, sans avoir eu d'enfants d'aucun de ses mariages. Deux ans plus tard, âgée de presque 40 ans, la raison d'État lui imposa un troisième mariage, cette fois avec un petit-neveu de son premier mari, Jean de Lusignan (1329-1375), prince titulaire d'Antioche, régent de Chypre et âgé d'à peine 20 ans.
La maladie s'aggrava, Constance mourut l'année suivante et Jean de Lusignan se remaria en 1350 avec Alix d'Ibelin, avec qui il eut un fils et héritier, Jacques.